# Eksperimentalna psihologija
Eksperimentalna psihologija je grana psihologije koja se bavi znanstveno-istraživačkim radom. Njezina primarna metoda je eksperiment. Prilikom upotrebe eksperimentalne metode, znači da mi kontroliramo situaciju i uvjete u okviru kojih provodimo istraživanje, s ciljem da zabilježimo promijene u fenomenu koji nam je u istraživačkom fokusu.